# Brielle (Nueva Jersey)
Brielle es un borough ubicado en el condado de Monmouth en el estado estadounidense de Nueva Jersey. En el año 2010 tenía una población de 4,774 habitantes y una densidad poblacional de 782 personas por km².

## Geografía
Brielle se encuentra ubicado en las coordenadas 40°6′30″N 75°3′44″O / 40.10833, -75.06222.

## Demografía
Según la Oficina del Censo en 2000 los ingresos medios por hogar en la localidad eran de $178,368 y los ingresos medios por familia eran $172,867. Los hombres tenían unos ingresos medios de $98,828 frente a los $72,156 para las mujeres. La renta per cápita para la localidad era de $105,785. Alrededor del 3.9% de la población estaba por debajo del umbral de pobreza.